# Sanford Ballard Dole
Sanford Ballard Dole, né le 23 avril 1844 à Honolulu et mort le 9 juin 1926 dans la même ville, est un juriste et avocat américain, affilié au Parti républicain. Il est président de la république d'Hawaï de 1894 à 1900 puis gouverneur du territoire d'Hawaï de 1900 à 1903.

## Biographie

### Jeunesse
Sanford Dole est le fils de Daniel Dole (1808-1878), issu d'une famille de missionnaires protestants du Maine, et de Emily Hoyt Ballard (1808–1844).

### Carrière
Notaire public à partir de 1880, Dole est élu à la Législature du royaume d'Hawaï en 1884 et réélu en 1886. En décembre 1887, il est nommé membre à la Cour suprême d'Hawaï par le roi Kalakaua. Le 31 août 1891, la reine Liliʻuokalani le nomme membre de son Conseil privé.
Après le coup d'État du 17 janvier 1893, Dole devient président du « conseil de sécurité » qui renverse le royaume d'Hawaï, puis du gouvernement provisoire. Il devient ensuite président de la république d'Hawaï lors de la proclamation de celle-ci le 4 juillet 1894. Enfin, après l'annexion de l'archipel aux États-Unis d'Amérique en 1898, Dole est nommé gouverneur du territoire d'Hawaï nouvellement créé le 14 juin 1900. Il démissionne le 23 novembre 1903 et est nommé juge fédéral à la Cour de district d'Hawaï, fonction qu'il occupe jusqu'en 1915.

### Vie privée
Il est le cousin de James Dole, dirigeant de la Dole Food Company, qui produisait des ananas sur l'île avant le coup d'État et qui était en concurrence avec la United Fruit Company qui avait permis d'établir des républiques bananières en Amérique latine.